# César/Bester dokumentarischer Kurzfilm
Der César für den besten dokumentarischen Kurzfilm ist eine französische Filmpreiskategorie des César, die von 1977 bis 1991 vergeben wurde und seit 2022 wieder vergeben wird. Die Nominierungen werden durch die Mitglieder der Académie des Arts et Techniques du Cinéma vorgenommen. Neben einem Kurz-Dokumentarfilm werden auch Césars für den Besten animierten Kurzfilm und in den Anfangsjahren den Besten fiktionalen Kurzfilm vergeben. Seit 1992 werden Kurzfilme in der Kategorie Bester Kurzfilm (Meilleur court-métrage) prämiert.
Der César für den besten dokumentarischen Kurzfilm wurde bis 1991 jährlich vergeben. Im Jahr 1987 wurde einmalig die Kategorie César du Meilleur Documentaire eingeführt, die sowohl Dokumentar-Kurz- als auch Langfilme versammelte. Der seit 2008 vergebene César für den Besten Dokumentarfilm (César du Meilleur Film Documentaire) zeichnet ausschließlich Dokumentar-Langfilme aus.
Die unten aufgeführten Filme werden mit ihrem deutschen Verleihtitel (sofern vorhanden) angegeben, danach folgt in Klammern in kursiver Schrift der Originaltitel in der jeweiligen Landessprache, sowie der Name des Regisseurs. Die Gewinner stehen hervorgehoben an erster Stelle.

## 1970er-Jahre
1977
Une histoire de ballon, lycée n° 31 Pékin – Regie: Marceline Loridan und Joris Ivens
- L’éruption de la Montagne Pelée – Regie: Manuel Otéro
- Hongrie vers quel socialisme? – Regie: Claude Weisz
- L’atelier de Louis – Regie: Didier Pourcel
- Les murs d'une révolution – Regie: Jean-Paul Dekiss
- Réponses de femmes – Regie: Agnès Varda

1978
Le maréchal Ferrant – Regie: Georges Rouquier
- Benchavis – Regie: Jean-Daniel Simon
- La loterie de la vie – Regie: Guy Gilles
- Naissance – Regie: Frédéric Le Boyer
- Samara – Regie: Rafi Toumayan

1979
L’arbre vieux – Regie: Henri Moline
- Chaotilop – Regie: Jean-Louis Gros
- Tibesti Too – Regie: Raymond Depardon

## 1980er-Jahre
1980
Petit Pierre – Regie: Emmanuel Clot
- Georges Demenÿ – Regie: Joël Farges
- Le sculpteur parfait – Regie: Rafi Toumayan
- Panoplie – Regie: Philippe Gaucherand

1981
Le miroir de la terre – Regie: Paul de Roubaix
- Abel Gance, une mémoire de l’avenir – Regie: Laurent Drancourt und Thierry Filliard
- Dorothea Tanning: Insomnia – Regie: Peter Schamoni

1982
Reporters – Regie: Raymond Depardon
- Ci-gisent – Regie: Valérie Moncorge
- Solange Giraud née Tache – Regie: Simone Bitton

1983
Junkopia – Regie: Chris Marker
- L’ange de l’abîme – Regie: Annie Tresgot
- Los montes – Regie: José Martin Sarmiento
- Sculptures sonores – Regie: Jacques Barsac

1984
Ulysse – Regie: Agnès Varda
- Je sais que j’ai tort, mais demandez à mes copains, ils vous diront la même chose – Regie: Pierre Lévy
- La vie au bout des doigts – Regie: Jean-Paul Janssen

1985
La nuit du hibou – Regie: François Dupeyron
- L'écuelle et l’assiette – Regie: Raoul Rossi
- Hommage à Dürer – Regie: Gérard Samson

1986
New York N.Y. – Regie: Raymond Depardon
- La boucane – Regie: Jean Gaumy
- C’était la dernière année de ma vie – Regie: Claude Weisz
- Un petit prince – Regie: Radovan Tadic

1987
nicht vergeben

1988
L’été perdu – Regie: Dominique Théron
- Pour une poignée de kurus – Regie: Christian Raimbaud und Gilbert Augerau

1989
Chet’s romance – Regie: Bertrand Fèvre
- Classified People – Regie: Yolande Zauberman
- Devant le mur – Regie: Daisy Lamothe

## 1990er-Jahre
1990
Chanson pour un marin – Regie: Bernard Aubouy
- Le faucon de Notre-Dame – Regie: Claude-Christine Farny

1991
La valise – Regie: François Amado
- Tai Ti Chan – Regie: Chi Yan Wong

## 2020er-Jahre
2022
Maalbeek – Regie: Ismaël Joffroy Chandoutis
- America – Regie: Giacomo Abbruzzese
- Les antilopes – Regie: Maxime Martinot
- La fin des rois – Regie: Rémi Brachet

2023
Marie Schneider, 1983 – Regie: Élisabeth Subrin
- Churchill, Polar Bear Town – Regie: Anabelle Amoros
- Écoutez le battement de nos images – Regie: Audrey Jean-Baptiste und Maxime Jean-Baptiste

2024
La mécanique des fluides – Regie: Gala Hernández López
- L’acteur, ou la surprenante vertu de l’incompréhension – Regie: Hugo David und Raphaël Quenard
- L’effet de mes rides – Regie: Claude Delafosse

2025
Les fiancées du sud – Regie: Elena López Riera
- Petit Spartacus – Regie: Sara Ganem
- Un cœur perdu et autres rêves de Beyrouth – Regie: Maya Abdul-Malak